# Bohumil Vendler
Bohumil Vendler (1865-1948) fou un compositor txec.
Estudià a Praga amb Zdeněk Fibich; distingint-se principalment com a director d'importants orfeons txecs, dirigint també, des de 1900 l'Orquestra Simfònica de Praga.
Se li deuen:
- una sèrie de cançons i lieder;
- cors;
- danses nacionals;
- composicions per a piano;
- un trio per a violí, viola i violoncel;
- una sonata, per a violoncel, etc.